# Jubilee-Waltz
Jubilee-Waltz är en vals utan opustal av Johann Strauss den yngre. Den spelades första gången den 29 juni 1872 i Coliseum i Boston.

## Historia
Med ett gage på 100 000 dollar lockades Johann Strauss att göra den långa resan till USA. Tillsammans med sin hustru Jetty anlände han till Hoboken utanför New York den 15 juni 1872. I Boston hade det anordnats ett stort fredsjubileum och en internationell musikfestival. Evenemangen ägde rum i Back-Bay distriktet i en lokal kallad Coliseum, som vid den tiden var den största byggnaden i Amerika med över 50 000 sittplatser. Under sin tid i Boston dirigerade Strauss sexton konserter och två baler. Varje konsert var tillägnad en särskild nation eller en särskild person. Den 29 juni 1872 var "Gilmore Day": Patrick Gilmore (1829-92) var textförfattare till sången When Johnny Comes Marching Home och hade organiserat fredsjubileer åren 1865 och 1869. Strauss hyllade Gilmore genom att dirigera 'The Grand Orchestra' med över 809 instrumentalister (inklusive 200 första violiner) i det första framförandet av sin Jubilee-Waltz. Valsen togs emot väl av publiken, inte minst eftersom Strauss hade inkorporerat ett par takter av den amerikanska nationalhymnen i slutet av valsen. 
De olika delarna av valsen är hämtade från följande valser:
- Inledningen   -

hela Inledningen från Jux-Brüder op. 208
- Vals 1A       -

tema 1A från Lava-Ströme op. 74
- Vals 1B       -

tema 3B från Die Jovialen op. 34
- Vals 2A       -

tema 5A från Hofball-Tänze op. 298
- Vals 2B       -

tema 5B från Vibrationen op. 204
- Vals 3A       -

tema 5A från Man lebt nur einmal op. 167
- Vals 3B       -

tema 5B från Man lebt nur einmal op. 167
- Vals 4A       -

tema 5A från Jux-Brüder op. 208
- Vals 4B       -

tema 4B från Man lebt nur einmal op. 167
- Coda (= slutet)             -

består av 15 originaltakter - 16 takter från Hofball-Tänze (tema 5A) - 12 originaltakter - 16 takter från v'Laua-Ströme (tema lA) - 16 takter från Die Jovialen (tema 3B) - 20 originaltakter som går över i 1B-takt "Andante maestoso"-citat från "The Star-Spangled Banner" (musik: J. Stafford Smith)

### Strauss "amerikanska" valser
- Walzer-Bouquet No 1 (Fram till slutet identisk med Manhattan-Waltzes)
- Jubilee-Waltz
- Strauss' Autograph Waltzes *
- Strauss' Engagement Waltzes *
- Strauss' Centennial Waltzes *
- Strauss' Enchantement Waltz *
- Colliseum Waltzes*
- Farewell to America Waltz*
- Greeting to America Waltz*
- New York Herald Waltz
- Sounds from Boston Waltzes*
- Manhattan-Waltzes (Fram till slutet identisk med Walzer-Bouquet No 1)
- *= Upphovsmannaskap av Strauss är tveksamt.

## Om verket
Speltiden är ca 7 minuter och 16 sekunder plus minus några sekunder beroende på dirigentens musikaliska tolkning.